# Olympische Sommerspiele 1988/Teilnehmer (Liberia)
| Gelbes Symbol für Goldmedaillen mit stilisierten Olympischen Ringen | Graues Symbol für Silbermedaillen mit stilisierten Olympischen Ringen | Braundes Symbol für Bronzemedaillen mit stilisierten Olympischen Ringen |
| ------------------------------------------------------------------- | --------------------------------------------------------------------- | ----------------------------------------------------------------------- |
| —                                                                   | —                                                                     | —                                                                       |

Liberia nahm an den Olympischen Sommerspielen 1988 in Seoul, Südkorea, mit einer Delegation von acht Sportlern (sieben Männer und eine Frau) teil.

## Teilnehmer nach Sportarten

### Boxen
- Tommy Gbay
Leichtgewicht: 2. Runde

- Thomas Stephens
Bantamgewicht: 1. Runde

- Sammy Stewart
Halbfliegengewicht: 3. Runde

- Simeon Stubblefield
Mittelgewicht: 2. Runde

### Leichtathletik
- Samuel Birch
Herren, 100 Meter: Vorläufe

- Oliver Daniels
Herren, 100 Meter: Vorläufe
Herren, 200 Meter: Viertelfinale

- Nimley Twegbe
Herren, 800 Meter: Vorläufe

- Melvina Vulah
Damen, 100 Meter: Vorläufe
Damen, 200 Meter: Vorläufe
Damen, Weitsprung: 28. Platz in der Qualifikation